# 러허성 (중화민국)

러허성의 위치 (중화민국)

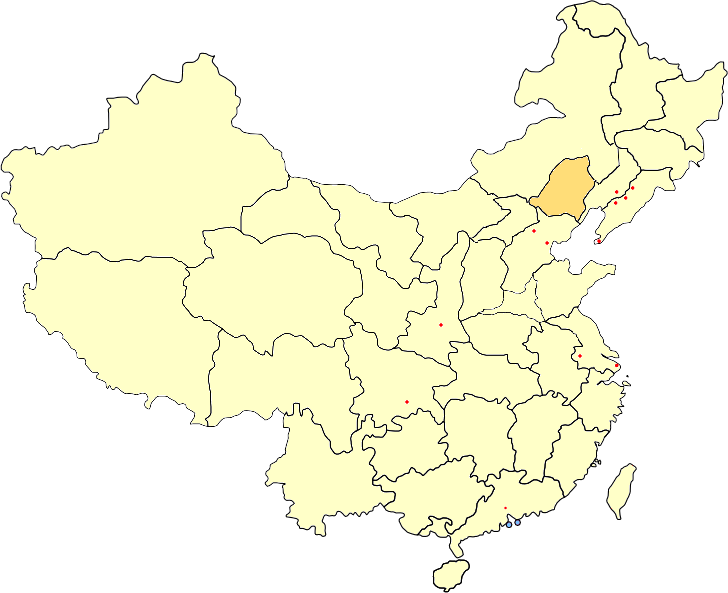
러허성의 위치 (중화인민공화국)

러허성(한국어: 열하성, 중국어: 熱河省, 병음: Rèhé shěng)은 중화인민공화국에 존재하던 행정구역이다. 현재의 허베이성, 랴오닝성 및 내몽골 자치구의 교차 지역에 해당한다. 성도는 청더시였고 두 번째로 큰 도시는 차오양시, 그 다음은 츠펑시이었다. 면적은 179,982km2이고 인구는 1955년 경에 6,106,974명이었다.
한 때 거란족이 세운 요나라가 있던 곳으로 17세기에 만주족에 의해 정복되었고 청나라 초기에는 제국의 방목지로써, 한족의 정착이 금지되었다. 시간이 흐르면서 많은 한족들이 러허에 정착하게 되었다. 중화민국 초기, 1914년에 이곳에 러허 특별지구(熱河特別地區)가 조직되었고 1928년에 러허성이 설치되었다. 러허성은 1933년 1월 21일에 일본군에 점령되어 중화민국과 만주국의 완충 지역을 형성했다. 이후 만주국에 병합되어 행정 구역의 일부가 되었다. 제2차 세계 대전 종결 후 중화민국에 의해 만주국이 병합된 후에 국민 정부는 이곳을 독립된 성으로써 존치시키고 이하에 20현 20기를 두었다. 러허성은 중화인민공화국 건국 이후에도 존속하다 1955년 최종적으로 폐지되었다.